# Jeff Hamilton

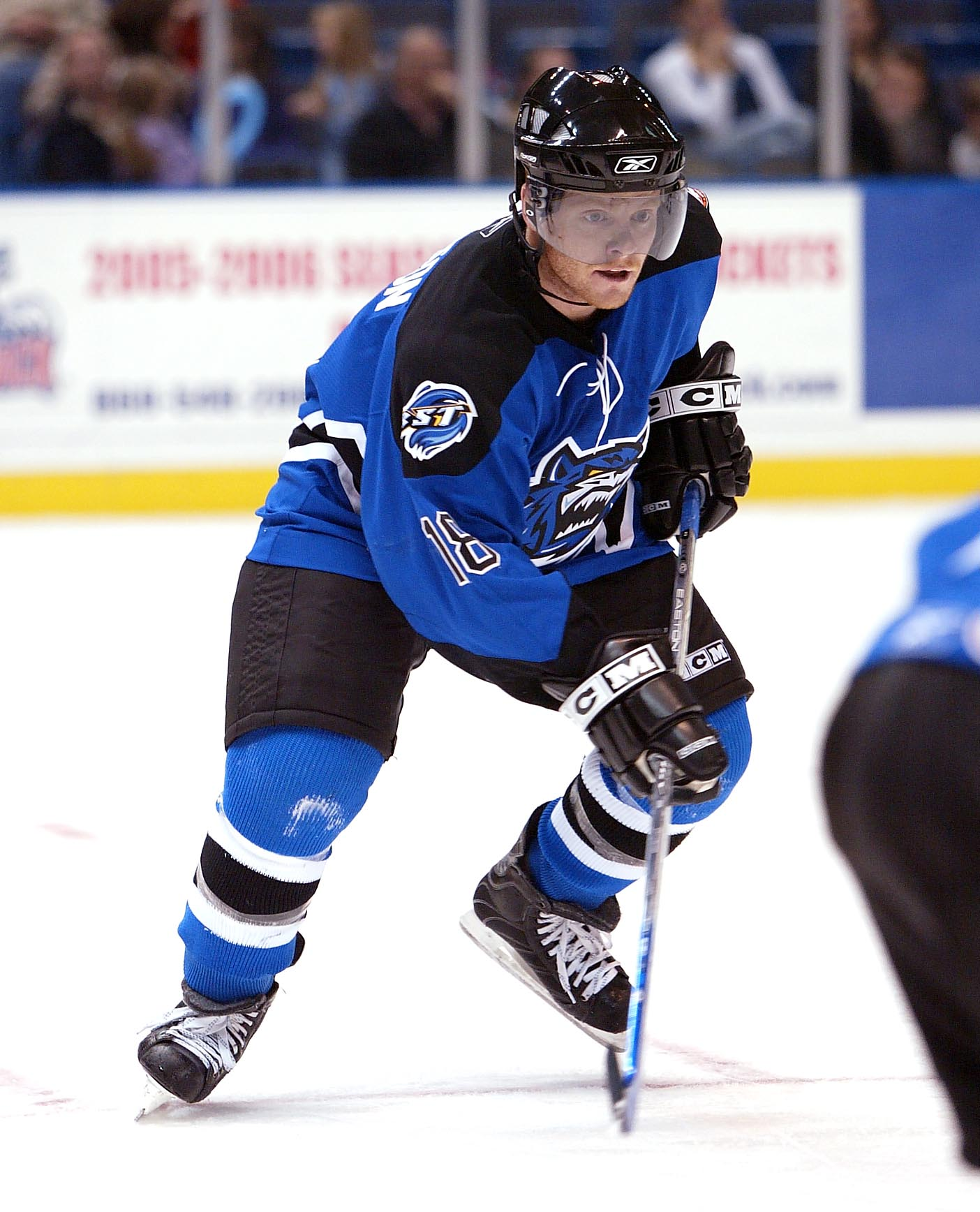
Jeff Hamilton

Jeff Hamilton (född 4 september 1977 i Dayton, Ohio, USA) spelar forward i ishockeylaget Carolina Hurricanes i NHL. 2001 skrev han kontrakt med det finländska laget Oulun Kärpät, där han spelade i en säsong innan han värvades av New York Islanders. Han spelade med deras farmarlag Bridgeport Sound Tigers i två säsonger, innan han skrev på för Hartford Wolf Pack år 2004. Han inledde säsongen 2005 med att spela för AK Bars Kazan, som spelade i ryska superligan, men han flyttade tillbaka till Islanders efter bara åtta matcher och fick börja spela i deras farmarlag igen. Sommaren 2006 skrev han på för Chicago Blackhawks. Efter att ha satt personligt rekord genom att göra 18 mål och få 39 poäng bytte han lag till Carolina Hurricanes den 1 juli 2007.